# امباتوهارانانا، واوتینا
امباتوهارانانا، واوتینا (به لاتین: Ambatoharanana, Vavatenina) یک سکونتگاه مسکونی در ماداگاسکار است که در آنالانجیروفو واقع شده‌است.

## خصوصیات
امباتوهارانانا ۱۵٬۰۰۰ نفر جمعیت دارد و ۳۳۳ متر بالاتر از سطح دریا واقع شده‌است.